# Richard Timothy Hunt
Richard Timothy Hunt (Neston, 19 de fevereiro de 1943) é um bioquímico britânico. Foi agraciado com o Nobel de Fisiologia ou Medicina de 2001.

## Início de carreira
Após seu PhD, Hunt voltou a Nova York para trabalhar em colaboração com Nechama Kosower, seu marido Edward Kosower e Ellie Ehrenfeld. Enquanto estavam lá, eles descobriram que pequenas quantidades de glutationa inibiam a síntese de proteínas nos reticulócitos e que pequenas quantidades de RNA matavam totalmente a síntese. Depois de retornar a Cambridge, ele voltou a trabalhar com Tony Hunter e Richard Jackson, que haviam descoberto a fita de RNA usada para iniciar a síntese de hemoglobina. Depois de 3-4 anos, a equipe descobriu pelo menos dois outros produtos químicos atuando como inibidores. 
Hunt regularmente passava os verões trabalhando no Laboratório de Biologia Marinha em Woods Hole, Massachusetts, que era popular entre os cientistas por seus cursos avançados de verão e, em particular, entre os interessados no estudo da mitose. O local proporcionava um pronto suprimento de amêijoas e ouriços-do-mar entre os recifes e docas de pesca, e foram esses invertebrados que foram particularmente úteis para o estudo da síntese de proteínas na embriogênese, pois os embriões eram simplesmente gerados com a aplicação de água do mar e a transparência das células embrionárias eram adequadas para estudo microscópico. 

## Descoberta de ciclinas
Foi em Woods Hole no verão de 1982, usando o ovo de ouriço do mar (Arbacia punctulata) como seu organismo modelo, que ele descobriu a molécula de ciclina. Hunt era um ciclista entusiasta e nomeou a proteína com base em sua observação das mudanças cíclicas em seus níveis.
As ciclinas são proteínas que desempenham um papel fundamental na regulação do ciclo de divisão celular. Hunt descobriu que as ciclinas começam a ser sintetizadas depois que os ovos são fertilizados e aumentam de nível durante a interfase, até que caem muito rapidamente no meio da mitose em cada divisão celular. Ele também descobriu que as ciclinas estão presentes nas células dos vertebrados, onde também regulam o ciclo celular. Ele e outros subsequentemente mostraram que as ciclinas se ligam e ativam uma família de proteínas quinases, agora chamadas de quinases dependentes de ciclina, uma das quais foi identificada como um regulador crucial do ciclo celular por Paul Nurse. O mecanismo de divisão celular da ciclina é fundamental para todos os organismos vivos (exceto bactérias) e, portanto, o estudo do processo em organismos simples ajuda a esclarecer o crescimento de tumores em humanos.

## Carreira posterior
Em 1990, ele começou a trabalhar no Imperial Cancer Research Fund, mais tarde conhecido como Cancer Research UK London Research Institute, no Reino Unido, onde seu trabalho se concentrou em compreender o que torna as células cancerosas, ou seja: proliferar descontroladamente, com o comum sinais inibitórios desligados. Hunt tinha seu próprio laboratório no Clare Hall Laboratories até o final de 2010, e continua sendo um líder do grupo emérito no Instituto Francis Crick.

## Publicações selecionadas
- Mochida, Satoru; Maslen, Sarah L; Skehel, Mark; Hunt, Tim (2010). "Greatwall fosforila um inibidor da proteína fosfatase 2Α que é essencial para a mitose". Ciência. 330 (6011): 1670–1673. Bibcode: 2010Sci... 330.1670M. doi: 10.1126 / science.1195689. PMID 21164013. S2CID 11473305.
- Mochida, Satoru; Hunt, Tim (2007). "A calcineurina é necessária para liberar extratos de ovo de Xenopus da fase M meiótica". Nature. 449 (7160): 336–340. Bibcode : 2007 Natur.449..336M. doi: 10.1038 / nature06121. PMID 17882219.
- Rouse, John; Cohen, Philip; Trigon, Sylviane; Morange, Michel; Alonso-Llamazares, Ana; Zamanillo, Daniel; Hunt, Tim; Nebreda, Angel R. (1994). "Uma nova cascata de quinase desencadeada por estresse e choque térmico que estimula MAPKAP quinase-2 e fosforilação das pequenas proteínas de choque térmico". Cell. 78 (6): 1027–1037. doi: 10.1016 / 0092-8674 (94) 90277-1. ISSN 0092-8674. PMID 7923353. S2CID 19895515.
- Evans, Tom; Rosenthal, Eric T.; Youngblom, Jim; Distel, Dan; Hunt, Tim (1983). "Ciclina: proteína especificada pelo mRNA materno em ovos de ouriço do mar que é destruída em cada divisão de clivagem". Cell. 33 (2): 389–396. doi: 10.1016 / 0092-8674 (83) 90420-8. ISSN 0092-8674. PMID 6134587.
- Farrell, Paul J.; Balkow, Ken; Hunt, Tim; Jackson, Richard J.; Trachsel, Hans (1977). "Fosforilação do fator de iniciação eIF-2 e o controle da síntese de proteínas de reticulócitos". Cell. 11 (1): 187–200. doi: 10.1016 / 0092-8674 (77) 90330-0. ISSN 0092-8674. PMID 559547. S2CID 20514410.
- Poon, RY; Yamashita, K.; Adamczewski, JP; Hunt, T.; Shuttleworth, J. (1993). "A proteína relacionada ao cdc2 p40MO15 é a subunidade catalítica de uma proteína quinase que pode ativar p33cdk2 e p34cdc2". EMBO Journal. 12 (8): 3123–3132. doi: 10.1002 / j.1460-2075.1993.tb05981.x. PMC 413578. PMID 8393783.
- Nebreda, AR; Hunt, T. (1993). "A proteína quinase do proto-oncogene c-mos ativa e mantém a atividade da quinase MAP, mas não do MPF, em extratos livres de células de oócitos e ovos de Xenopus". EMBO J. 12 (5): 1979–1986. doi: 10.1002 / j.1460-2075.1993.tb05847.x. PMC 413419. PMID 8387916.
- Craig, D.; Howell, MT; Gibbs, CL; Hunt, T.; Jackson, RJ (1992). "Plasmídeo cDNA-dirigido proteína síntese em um par eucariótico in vitro transcrição-tradução sistema". Nucleic Acids Res. 20 (19): 4987–4995. doi: 10.1093 / nar / 20.19.4987. PMC 334274. PMID 1383935.
- Standart, N.; Dale, M.; Stewart, E.; Hunt, T. (1990). "O mRNA materno de oócitos de clam pode ser especificamente desmascarado in vitro por RNA anti-sentido complementar à região 3 'não traduzida". Genes Dev. 4 (12a): 2157–2168. doi: 10.1101 / gad.4.12a.2157. PMID 2148535.
- Gautier, J.; Minshull, J.; Lohka, M.; Glotzer, M.; Hunt, T.; Maller, JL (1990). “Cyclin é um componente do MPF da Xenopus”. Cell. 60 (3): 487–494. doi : 10.1016 / 0092-8674 (90) 90599-a. PMID 1967981. S2CID 744044.
- Standart, N.; Minshull, J.; Pines, J.; Hunt, T. (1987). "Síntese de ciclina, modificação e destruição durante a maturação meiótica do oócito estrela do mar". Dev. Biol. 124 (1): 248–258. doi: 10.1016 / 0012-1606 (87) 90476-3. PMID 15669148.
- Minshull, J.; Hunt, T. (1986). "O uso de DNA de fita simples e RNase H para promover 'parada de tradução híbrida' quantitativa de híbridos de mRNA / DNA em traduções livres de células de lisado de reticulócitos". Nucleic Acids Res. 14 (16): 6433–6451. doi: 10.1093 / nar / 14.16.6433. PMC 311656. PMID 3018671.
- Hunt, T.; Herbert, P.; Campbell, EA; Delidakis, C.; Jackson, RJ (1983). "O uso de cromatografia de afinidade em 2'-5'ADP-Sepharose revela uma necessidade de NADPH, tioredoxina e tioredoxina redutase para a manutenção da alta atividade de síntese de proteínas em lisados de reticulócitos de coelho". EUR. J. Biochem. 131 (2): 303–311. doi: 10.1111 / j.1432-1033.1983.tb07263.x. PMID 6299735.
- Rosenthal, ET; Hunt, T.; Ruderman, JV (1980). "A tradução seletiva do mRNA controla o padrão de síntese de proteínas durante o desenvolvimento inicial do surf clam, Spisula solidissima". Cell. 20 (2): 487–494. doi: 10.1016 / 0092-8674 (80) 90635-2. PMID 7190072. S2CID 8632207.
- Hunter, AR; Hunt, T.; Knowland, JS; Zimmern, D. (1976). "RNA mensageiro para a proteína de revestimento do vírus do mosaico do tabaco". Nature. 260 (5554): 759–764. Bibcode: 1976Natur.260..759H. doi: 10.1038 / 260759a0. PMID 1264250. S2CID 4200275.
- Darnbrough, CH; Legon, S.; Hunt, T.; Jackson, RJ (1973). "Iniciação da síntese de proteínas: evidência da ligação independente do RNA mensageiro do RNA de transferência de metionil à subunidade ribossômica 40S". J. Mol. Biol. 76 (3): 379–403. doi: 10.1016 / 0022-2836 (73) 90511-1. PMID 4732074.
- Kosower, NS; Vanderhoff, GA; Benerofe, B.; Hunt, T.; Kosower, EM (1971). "Inibição da síntese de proteínas por dissulfeto de glutationa na presença de glutationa". Biochem. Biophys. Res. Comun. 45 (3): 816–821. doi: 10.1016 / 0006-291x (71) 90490-6. PMID 5128185.
- Ehrenfeld, E.; Hunt, T. (1971). "RNA de poliovírus de fita dupla inibe o início da síntese de proteínas por lisados de reticulócitos". Proc. Natl. Acad. Sci. EUA. 68 (5): 1075–1078. Bibcode: 1971PNAS... 68.1075E. doi: 10.1073 / pnas.68.5.1075. PMC 389116. PMID 4325000.
- Hunt, T.; Hunter, AR; Munro, AJ (1968). "Controle da síntese de hemoglobina: distribuição de ribossomos no RNA mensageiro para as cadeias aeb". J. Mol. Biol. 36 (1): 31–45. doi: 10.1016 / 0022-2836 (68) 90217-9. PMID 5760537.
- Murray, Andrew; Hunt, Tim (1993). O ciclo celular: uma introdução. Oxford: Oxford University Press. ISBN 978-0195095296.
- Wilson, John; Hunt, Tim (2014). Molecular Biology of the Cell: The Problems Book (6ª ed.). Taylor & Francis Ltd. ISBN 978-0815344537.